# Josephine Medina
Josephine Medina (Albay, 20 marzo 1970 – Manila, 2 settembre 2021) è stata una tennistavolista filippina.
Sportiva paralimpica, ha rappresentato la propria Nazione ai Giochi paralimpici di Rio de Janeiro 2016, dove ha conquistato una medaglia di bronzo nel singolo femminile classe 8.

## Carriera
Portabandiera delle Filippine, partecipa ai Giochi paralimpici di Rio de Janeiro 2016, dove viene assegnata nella classe 8 della categoria singoli, ovvero per le partecipanti con una moderata emiplegia o disabilità parziale delle gambe. Raggiunge le semifinali della competizione, dove si arrende in tre set (11-5; 11-8; 11-9) contro la francese Thu Kamkasomphou. Nello spareggio per il terzo posto, ha invece la meglio sulla tedesca Juliane Wolf con i punteggi di 11-5, 11-6 e 11-7, prestazione che le consente di conquistare la medaglia di bronzo. Si tratta della prima medaglia filippina in 16 anni ai Giochi paralimpici estivi.

## Palmarès
- Giochi paralimpici

Rio de Janeiro 2016: bronzo nel singolo classe 8.